# Werner Klemperer

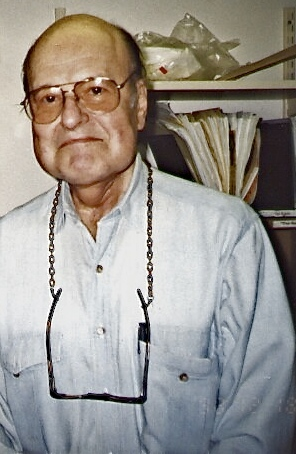
Werner Klemperer, 1998

Werner Klemperer (* 22. März 1920 in Köln; † 6. Dezember 2000 in New York) war ein deutsch-US-amerikanischer Schauspieler und Musiker.

## Leben
Werner Klemperer wurde 1920 als Sohn des bekannten Dirigenten Otto Klemperer und der Sängerin Johanna Geisler geboren. Der Romanist und Schriftsteller Victor Klemperer war ein Cousin seines Vaters. Werner Klemperer hatte eine jüngere Schwester names Lotte (1923–2003). Er wuchs in Köln, Wiesbaden und Berlin auf.
Da Otto Klemperer Jude war, musste er vor der nationalsozialistischen Bedrohung fliehen. Im Oktober 1933 reiste er in die USA, wo er bis 1939 Music Director der Los Angeles Philharmonic Orchestra war. Er kehrte jedoch 1934 und 1935 noch zweimal nach Europa zurück. Erst nach seiner dritten Reise nach Los Angeles holte er die Familie nach. Am 15. Juni 1935 kam seine Frau mit den beiden Kindern in Los Angeles an.
Werner Klemperer diente 1942 bis 1945 als Soldat in der US-Armee.
Nach dem Zweiten Weltkrieg wurde er amerikanischer Staatsbürger und wandte sich der Schauspielerei zu. Ab 1951 trat er in zahlreichen US-Fernsehserien auf. 1959 spielte er Emil Hahn in der Fernsehfassung und 1961 dann auch im Spielfilm Urteil von Nürnberg. Regisseur und Produzent Stanley Kramer besetzte ihn 1965 als 3. Offizier („Lieutenant“) Huebner in Das Narrenschiff.
Seine bekannteste Rolle hatte Klemperer in der Fernsehserie Ein Käfig voller Helden. Von 1965 bis 1971 spielte er den schusseligen „Oberst Wilhelm Klink“, der als Kommandant eines deutschen Kriegsgefangenenlagers ständig vom ranghöchsten Gefangenenoffizier an der Nase herumgeführt wird. Aufgrund seiner eigenen Biografie hatte Klemperer die Rolle nur unter der Bedingung angenommen, dass er als deutscher Kommandant niemals über seinen Gegenspieler triumphieren würde. Um die Figur authentischer darstellen zu können, eignete er sich wieder einen deutschen Akzent an. Für seine Darbietung war Klemperer insgesamt fünf Mal für einen Emmy nominiert, 1968 und 1969 gewann er die Auszeichnung.
Nach dem Ende der Serie wandte sich Klemperer, der ein exzellenter Pianist und Violinist war, zunehmend der klassischen Musik zu. Für viele berühmte Symphonieorchester trat er als Sprecher auf. Besonders bekannt wurde er als Erzähler des musikalischen Märchens Peter und der Wolf von Prokofjew und als Sprecher des Melodrams in Arnold Schönbergs Gurre-Liedern.
1993 hatte Klemperer einen Gastauftritt in der Zeichentrickserie Die Simpsons. In der Episode Homer liebt Mindy synchronisierte er in Anlehnung an seine Rolle aus Ein Käfig voller Helden die Figur des Colonel Klink, der Homer mehrmals als beratender Geist zur Seite steht.
Werner Klemperer starb am 6. Dezember 2000 in seinem Haus in New York an Krebs.

## Filmografie (Auswahl)
- 1951–1952: Goodyear Television Playhouse (Fernsehserie, 2 Folgen)
- 1955: Secret File, U.S.A. (Fernsehserie, Folge 1x17)
- 1956: Flug nach Hongkong (Flight to Hong Kong)
- 1956: König der Hochstapler (Death of a Scoundrel)
- 1956: Abwehr greift ein (5 Steps to Danger)
- 1956: Der falsche Mann (The Wrong Man)
- 1956/1959: Alfred Hitchcock präsentiert (Alfred Hitchcock Presents, Fernsehserie, 2 Folgen)
- 1957: Istanbul
- 1957: Dezernat M (M Squad, Fernsehserie, Folge 1x05)
- 1957: Kiss Them for Me
- 1957: Maverick (Fernsehserie, Folge 1x14)
- 1958: Rauchende Colts (Gunsmoke, Fernsehserie, Folge 3x22)
- 1958: Die Göttin (The Goddess)
- 1958: Hausboot (Houseboat)
- 1958–1964: Perry Mason (Fernsehserie, 3 Folgen)
- 1959/1961: Have Gun – Will Travel (Fernsehserie, 2 Folgen)
- 1960: Gold in Alaska (The Alaskans, Fernsehserie, Folge 1x15)
- 1960: Tausend Meilen Staub (Rawhide, Fernsehserie, Folge 2x29)
- 1960: Menschen im Weltraum (Men Into Space, Fernsehserie, Folge 1x34)
- 1960: Die Unbestechlichen (The Untouchables, Fernsehserie, Folge 2x07)
- 1961: Jagd auf Eichmann (Operation Eichmann)
- 1961: Urteil von Nürnberg (Judgment at Nuremberg)
- 1962: Tunnel 28 (Escape from East Berlin)
- 1963: 77 Sunset Strip (Fernsehserie, Folge 5x20)
- 1963: Meine drei Söhne (My Three Sons, Fernsehserie, 2 Folgen)
- 1964: Ein Mann kam nach New York (Youngblood Hawke)
- 1964: Solo für O.N.C.E.L. (The Man from U.N.C.L.E., Fernsehserie, Folge 1x09)
- 1964–1965: Die Seaview – In geheimer Mission (Voyage to the Bottom of the Sea, Fernsehserie, 3 Folgen)
- 1965: Das Narrenschiff (Ship of Fools)
- 1965–1971: Ein Käfig voller Helden (Hogan’s Heroes, Fernsehserie, 168 Folgen)
- 1966: Verschollen zwischen fremden Welten (Lost in Space, Fernsehserie, Folge 1x26)
- 1966: Batman (Fernsehserie, Folge 2x26)
- 1968: The Wicked Dreams of Paula Schultz
- 1972: Night Gallery (Fernsehserie, Folge 2x15)
- 1972: Tödliches Gold (Assignment: Munich, Fernsehfilm)
- 1973/1976: McMillan & Wife (Fernsehserie, 2 Folgen)
- 1977: Zwischen den Fronten (Rhinemann Exchange, Miniserie)
- 1979: Love Boat (The Love Boat, Fernsehserie, Folge 3x03)
- 1981: Vegas (Vega$, Fernsehserie, Folge 3x13)
- 1983: Matt Houston (Fernsehserie, Folge 1x12)
- 1986: Mr. Sunshine (Fernsehserie, 2 Folgen)
- 1991: Das Kabinett des Dr. Ramirez (The Cabinett of Dr. Ramirez)
- 1992: Law & Order (Fernsehserie, Folge 2x12 Stimmen)
- 1993: Die Simpsons (The Simpsons, Fernsehserie, Folge 5x09, Sprechrolle)